# Mỹ Lâm (xã)
Mỹ Lâm là một xã thuộc huyện Hòn Đất, tỉnh Kiên Giang, Việt Nam.

## Địa lý
Xã Mỹ Lâm có vị trí địa lý:
- Phía đông giáp thành phố Rạch Giá
- Phía tây giáp thị trấn Sóc Sơn và xã Mỹ Thuận
- Phía nam giáp Vịnh Thái Lan
- Phía bắc giáp xã Mỹ Phước.

Xã Mỹ Lâm có diện tích 37,02 km², dân số năm 2020 là 17.849 người, mật độ dân số đạt 482 người/km².

## Hành chính
Xã Mỹ Lâm được chia thành 7 ấp: Hưng Giang, Mỹ Bình, Mỹ Hưng, Mỹ Thạnh, Mỹ Trung, Tân Điền, Tân Hưng.

## Lịch sử
Ngày 3 tháng 6 năm 1978, Hội đồng Chính phủ ra Quyết định số 125-CP về việc chuyển Mỹ Lâm của huyện Châu Thành cũ về huyện Hòn Đất mới thành lập quản lý.
Ngày 27 tháng 9 năm 1983, Hội đồng Bộ trưởng ban hành Quyết định số 107-HĐBT về việc chia xã Mỹ Lâm thành 3 xã lấy tên là xã Mỹ Lâm, xã Mỹ Hiệp Sơn và xã Mỹ Phước.
Ngày 24 tháng 5 năm 1988, Hội đồng Bộ trưởng ban hành Quyết định 92-HĐBT về việc:
- Sáp nhập xã Mỹ Lâm vào xã Sóc Sơn
- Hợp nhất 2 xã Sơn Hưng và Mỹ Phước để thành lập xã Mỹ Lâm mới.

Ngày 11 tháng 2 năm 2003, Chính phủ ban hành Nghị định số 10/2003/NĐ-CP về việc thành lập xã Mỹ Phước trên cơ sở 4.279,89 ha diện tích tự nhiên và 6.384 nhân khẩu của xã Mỹ Lâm.
Sau khi thành lập xã Mỹ Phước, xã Mỹ Lâm còn lại 3.988,47 ha diện tích tự nhiên và 16.039 nhân khẩu.